# Bang Rajan (película)
'Bangrajan' (Tailandés: บางระจัน), conmovedora historia basada en hechos reales, sobre la fuerte resistencia que opuso una pequeña aldea de campesinos ante la invasión birmana, muchas veces nombrada como ejemplo de patriotismo.
Actualmente, la antigua aldea que tuvo que convertirse en fortín improvisado, es un sitio turístico cerca de la antigua capital de Tailandia, Ayuttaya, al norte de Bangkok.

## Reparto
- Jaran Ngamdee: Nai Jan.
- Winai Kraibutr: Nai In.
- Theerayut Pratyabamrung: Luang Phor Thammachote.
- Bin Bunluerit: Nai Thongmen.
- Bongkoj Khongmalai: E Sa.
- Chumphorn Thepphithak: Nai Than.
- Suntharee Maila-or: Taeng-Onn.
- Phisate Sangsuwan: Nemeao Seehabodee.
- Theeranit Damrongwinijchai: Mangcha-ngai.

## Premios y nominaciones
- Festival de Cine Fant-Asia de Montreal, Fant-Asia Film Festival (2003)
  - Mejor Director artístico.
- Festival de Cine Asia-Pacific, Asia-Pacific Film Festival (2001)
  - Mejor película asiática.

- Datos: Q806450